# 栄光のマーチ (ジャニーズの曲)
『栄光のマーチ』（えいこうのマーチ）は、1965年10月5日に発売された、ジャニーズの5枚目のシングルである。

## 概要
團伊玖磨の「キスカ・マーチ」に歌詞をつけたもの。『太平洋奇跡の作戦 キスカ オリジナル・サウンドトラック』に収録。
『ぼくの瞳に君がいる』は2022年3月時点 未CD化。

## 収録曲
演奏:ビクター・オーケストラ
1. 栄光のマーチ [2:01]
  - 作詞：江間章子/作曲：団伊玖磨/編曲：森岡賢一郎
2. ぼくの瞳に君がいる [2:17]
  - 作詞：山上路夫/作曲・編曲：いずみたく